# Toni-Seelos-Olympiaschanze
Toni-Seelos-Olympiaschanze ingår i backanläggningen Casino Arena i Seefeld in Tirol i Österrike. Toni-Seelos-backen har K-punkt 99 meter och en backstorlek (Hill Size) 109 meter. Bredvid ligger en mindre backe med K-punkt 68 meter och backstorlek 75 meter.

## Historia
Första backen i Seefeld i Tirol byggdes 1931 och döptes Jahnschanze. 1948 uppkallades backen efter skidlegenden Anton Seelos. Tävlingen i normalbacke under olympiska spelen 1964, som arrangerades i Innsbruck, hölls i Toni-Seelos-backen i Seefeld. Tävlingen i stora backen arrangerades i Bergiselschanze i Innsbruck. När Innsbruck övertog olymiska spelen 1976 från Denver i USA arrangerades backhoppningen på samma vis. Under Skid-VM 1985, som arrangerades av Seefeld in Tirol, hoppades tävlingen i normalbacken i Toni-Seelos-Olympiaschanze, medan storbacketävlingen hoppades i Bergiselschanze. Backen byggdes om och moderniserades inför olympiska spelen 1964 och Skid-VM 1985. Toni-Seelosbacken byggdes om 2003 och tre mindre backar K50, K37 och K20 revs. 2010 byggdes en ny backe, K68, intill gamla backen som samtidig förstorades från K90 till K99. Nuförtiden arrangeras mestadels tävlingar i nordisk kombination i Casino Arena.

## Backrekord
Officiellt backrekord i största backen tillhör Marjan Jelenko från Slovenien, som hoppade 114,5 meter under en backhoppningstävling i nordisk kombination 18 december 2010. I minsta backen har Anze Lanisek från Slovenien backrekordet. Han hoppade 81,0 meter under olympiska spelen för ungdomar januari 2012. I samma ungdoms-OS hoppade Sara Takanashi från Japan 79,5 meter, vilket er backrekord för kvinnor.

## Viktiga tävlingar
| Datum           | Vinnare                            | Andra plats                   | Tredje plats             | Tävling                            |
| --------------- | ---------------------------------- | ----------------------------- | ------------------------ | ---------------------------------- |
| 31 januari 1964 | Veikko Kankkonen, Finland          | Toralf Engan, Norge           | Torgeir Brandtzæg, Norge | Olympiska spelen 1964, normalbacke |
| 7 februari 1976 | Hans-Georg Aschenbach, Östtyskland | Jochen Danneberg, Östtyskland | Karl Schnabl, Österrike  | Olympiska spelen 1976, normalbacke |
| 26 januari 1985 | Jens Weissflog, Östtyskland        | Andreas Felder, Österrike     | Per Bergerud, Norge      | Skid-VM 1985, normalbacke          |